# ألفريدو رادا
ألفريدو رادا هو سياسي بوليفي، ولد في 3 يوليو 1965.